# Eumelea rubrifusa
Eumelea rubrifusa là một loài bướm đêm trong họ Geometridae.